# Waitoru Falls
Die Waitangi Falls sind ein Wasserfall am Nordrand der Waitākere Ranges in der Region Auckland auf der Nordinsel Neuseelands. Er liegt im Lauf eines namenlosen Zulaufs des Waitākere River. Seine Fallhöhe beträgt rund 10 Meter.
Vom Ortszentrum von Waitakere City führt die Bethells Road in südwestlicher Richtung am Wasserfall vorbei.